# Crómlech de La Pasada del Abad

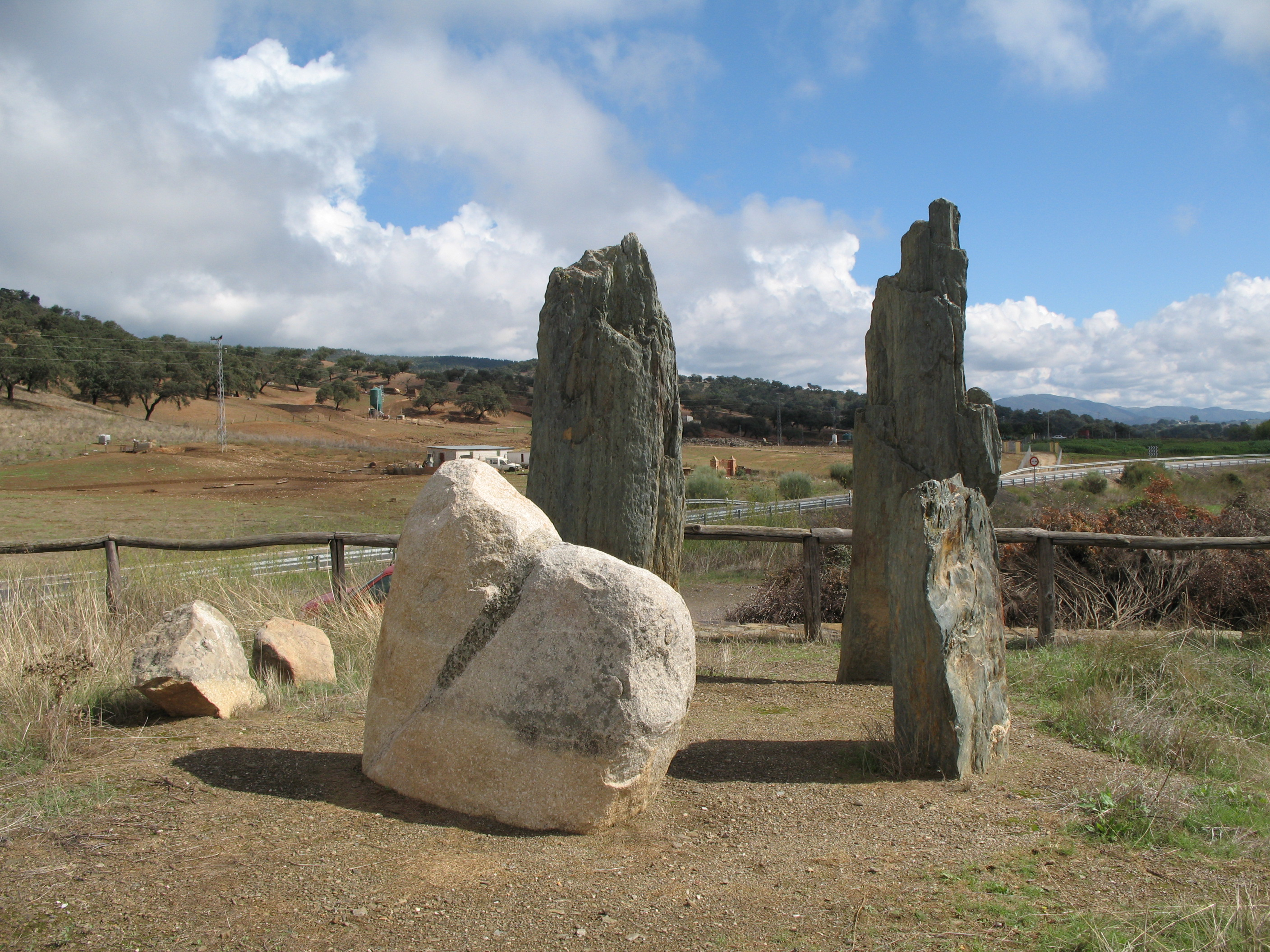
La Pasada del Abad

El crómlech de La Pasada del Abad (también llamado La Parada del Abad) se encuentra a las afueras de Rosal de la Frontera, en la provincia de Huelva, en Andalucía, España, y es accesible desde la carretera N-433 en dirección a Sevilla.
Se trata de un círculo de piedras del que se conservan seis menhires y no los restos de un dolmen de la Edad del Cobre. El complejo megalítico consta de dos menhires grandes y uno roto, de pizarra negra, y tres piedras de granito, dos de ellas rotas. La restauración del monumento, que ya había sido interpretado como una tumba megalítica o anta, reveló un pequeño círculo de piedras, aquí llamado crómlech, aunque el tamaño de los monolitos es muy diferente de las construcciones de este tipo en el sur de Portugal (crómlech de Fontainhas, crómlech de Xerez), donde los círculos de piedras son mucho más comunes que en Andalucía. El menhir número 2 tiene un grabado hecho con pequeños cuencos, que se supone representa la Osa Mayor.